# Tomasz Radziński
Tomasz Radziński (* 14. Dezember 1973 in Posen) ist ein ehemaliger kanadischer Fußballspieler. Er besitzt auch die polnische Staatsangehörigkeit.
Radziński begann seine Karriere bei Cujavia Inowroclaw in Polen. Sein nächster Verein war der VfL Osnabrück in Deutschland. Nach Osnabrück ging es weiter in den Westen zu den Toronto Rockets. Radzinskis nächster Verein war St.Catherines-Roma. Germinal Ekeren war der nächste Verein, ehe er 1998 zu RSC Anderlecht wechselte. 2001 ging der Mittelstürmer zum FC Everton. Der FC Fulham war 2004 seine nächste Station in der Premier League. In der Saison 2007/08 spielte er für Skoda Xanthi in Griechenland. 2008 wechselte er nach Belgien zum damaligen Zweitligisten Lierse SK.
Radzinski spielte seit 1995 bisher 46-mal im kanadischen Fußballnationalteam und erzielte zehn Tore. 2018 wurde er in die Canada Soccer Hall of Fame aufgenommen.

## Stationen
- Cujavia Inowroclaw
- VfL Osnabrück
- Toronto Rockets
- St. Catherines-Roma
- Germinal Ekeren
- RSC Anderlecht (1998–2001)
- FC Everton (2001–2004)
- FC Fulham (2004–2007)
- Skoda Xanthi (2007–2008)
- Lierse SK (seit 2008)

## Erfolge
mit Germinal Ekeren
- Belgischer Pokalsieger: 1997

mit dem RSC Anderlecht
- Belgischer Meister: 2000, 2001
- Belgischer Supercupsieger: 2000, 2001